# Henniker
La ville de Henniker est située dans le comté de Merrimack, dans l’État du New Hampshire, aux États-Unis. Sa population s’élevait à 4 836 habitants lors du recensement de 2010, estimée à 4 933 habitants en 2017.